# رفعت مرهون الصفار
رفعت مرهون الصفار (1929) هو كاتب في أدب الأطفال، ولد في بغداد، تخرّج في معهد الصحة العالي 1950، آخر وظيفة شغلها: (سكرتير في كلية الطب ببغداد أحيل على التقاعد 1980، من مؤلفاته المطبوعة في أدب الأطفال: «الدب سامر وأصدقاؤه»، وهو دليل الأطفال المصابين بداء السكر، مترجم عن الإنكليزية - من سلسلة الكتاب العلمي 1986، و«الأنهار سر الحياة» 1988، و«زاهر والغذاء» 1989، و«الشاعر المجدد الشيخ علي الشرقي» 1989 وهو من سلسلة المشاهير، وله أيضاً كتب خطية كثيرة، منها «25 قصة مترجمة». نشر أبحاثاً في الصحافة المحلية، وصدر له في عام 1996 كتاب تحت عنوان «الأفعى».

## حياته
ولد رفعت الصفار في محلة صبابيغ الآل في بغداد عام 1929، انتقل إلى مدينة النجف الأشرف مع والده الذي كان موظفًا هناك، نشأ فيها حيث كان والده الشاعر مرهون الصفار ينظم الشعر الفصيح والشعبي عامل تشجيع وتطوير له بما كان يمليه عليه من توجيهات ويعرضه من افكار ويختار له الكتب التي تناسب مداركه بل كان في حواراته الادبية يأخذ بيده مشجعاً فضلاً عن الندوة الادبية التي كانت تعقد في داره في النجف ليلة الجمعة من كل أسبوع والتي سميت (ندوة الخميس) يحضرها الأدباء والشعراء وأهل الرأي. وكلها أثرت في حياته الاجتماعية والأدبية.
كان عضواً في الهيئة الإدارية لنادي الشباب الرياضي وأمين صندوقها في الستينيات أما في المجال الوظيفي فكانت آخر وظيفة شغلها هي سكرتير في عمادة كلية الطب جامعة بغداد. أشترك في دورات عده أقامتها جامعة بغداد منها دورة في اللغة الإنكليزية، وكان الناجح الأول في الدورة التي أقامتها الجامعة لإدارة الأعمال حيث حصل على درجة الامتياز. أوفد بعدها إلى الإسكندرية للحصول على دبلوم في طب المجتمع (السلامة المهنية).

## الحياة العملية

### مناصب
بعد إحالته على التقاعد شغل عدة مناصب منها:
1. سكرتيري الهيئة الوطنية للغذاء والتغذية.
2. مسؤول الأعلام والعلاقات العامة في مجلس البحث العلمي.

## مؤلفاته
صدرت له عدد من الكتب المؤلفة والمترجمة عن ثقافة الأطفال، ومنها:
1. الدب سامر وأصدقاؤه مترجم عن الإنكليزية.
2. الأنهار سر الحياة.
3. الشاعر المجدد الشيخ علي الشرقي.
4. زاهر والغذاء.
5. الأفعى.
6. 24 قصة للأطفال (مترجمه عن الإنكليزية)
7. الدراجة السحرية.
8. الأفاعي السامة (مترجم عن الإنكليزية)
9. أنت والأجهزة المنزلية

وبعد إحالته للتقاعد اتجه إلى إصدار عدد من الكتب التراثية هي:
1. محلة صبابيغ الآل وما جــاورها.
2. محلات بغدادية قديمة في الذاكرة.
3. تراثيون في الذاكرة.
4. رسائل الأدب الإخواني بين الصفار والساعاتي.